# Greene
Greene je priimek več znanih oseb:
- Ashley Greene, ameriška igralka in manekenka
- Brian Greene, ameriški fizik
- David Greene, ime več znanih oseb
- Emily Greene Balch, ameriška ekonomistka
- Gerard Greene, britanski snookerist
- Graham Greene (razločitev), ime več znanih oseb
- John Edmund Greene, kanadski letalec
- Keith Greene, britanski dirkač
- Maurice Greene, ime več znanih oseb
- Nancy Greene, kanadska smučarka in političarka
- Nathanael Greene, ameriški general
- Wallace Martin Greene mlajši, ameriški general